# Parataeniophorus bertelseni
Parataeniophorus bertelseni är en fiskart som beskrevs av Shiganova, 1989. Parataeniophorus bertelseni ingår i släktet Parataeniophorus och familjen Cetomimidae. Inga underarter finns listade i Catalogue of Life.